# Pierwszy śnieg (powieść)
Pierwszy śnieg (norw. Snømannen) – powieść kryminalna norweskiego pisarza Jo Nesbø, opublikowana w 2007. Pierwsze polskie wydanie ukazało się w 2010 nakładem Wydawnictwa Dolnośląskiego w tłumaczeniu Iwony Zimnickiej.
Jest to siódma powieść, w której występuje postać komisarza Harry’ego Hole. Akcja powieści toczy się w Oslo i okolicach. Komisarz Harry Hole prowadzi śledztwo w sprawie seryjnego mordercy, którego ofiarami są zamężne kobiety. Jednocześnie w pobliżu miejsc zbrodni pojawia się ulepiony ze śniegu bałwan. Głównemu bohaterowi udaje się powiązać prowadzoną sprawę z niewyjaśnionymi śledztwami sprzed lat.

## Ekranizacja
W 2017 roku pojawiła się adaptacja filmowa książki, również o tytule Pierwszy śnieg.